# Poster Girl
Poster Girl é um documentário em curta-metragem de 2010 dirigido por Sara Nesson. Como reconhecimento, foi nomeado ao Oscar 2011 na categoria de Melhor Documentário em Curta-metragem.